# Fentange
Fentange (Luxemburgs: Fenténg, Duits: Fentingen) is een plaats in de gemeente Hesperange en het kanton Luxemburg in Luxemburg.
Fentange telt 1279 inwoners (2001).